# LeBron James
LeBron Raymone James Sr. (* 30. Dezember 1984 in Akron, Ohio) ist ein US-amerikanischer Basketballspieler, der seit der Saison 2018/19 bei den Los Angeles Lakers in der nordamerikanischen Profiliga NBA spielt. Von 2010 bis 2014 war er für die Miami Heat aktiv. Für sein erstes Team, die Cleveland Cavaliers, stand er von 2003 bis 2010, sowie von 2014 bis 2018 unter Vertrag. James ist 2,06 Meter groß und läuft meist als Small Forward auf, übernimmt dabei in der Regel aber auch die Aufgaben eines klassischen Point Guards, ein „Point Forward“, er kann jedoch auf allen fünf Positionen eingesetzt werden. In Anspielung auf frühere englische Könige wird er „King James“ genannt. James gilt als einer der herausragendsten Athleten des Basketballsports.
Bereits während seiner Highschool-Zeit als künftiger NBA-Superstar gepriesen, meldete sich James direkt nach der Schulzeit für den NBA-Draft an und wurde im Draft 2003 an erster Stelle von den Cleveland Cavaliers ausgewählt. In seiner Debüt-Saison mit den Cavaliers gewann er die Auszeichnung Rookie des Jahres, 2008/09 sowie 2009/10 wurde er als wertvollster Spieler der Liga (MVP) ausgezeichnet. Von 2006 bis 2010 führte James die Cavaliers fünfmal in Folge in die Play-offs und 2007 zur ersten Finalteilnahme (Niederlage gegen die San Antonio Spurs) in der Geschichte der Franchise. In der Saison 2010/11, der ersten als Teil der „Big Three“ mit Dwyane Wade und Chris Bosh bei den Miami Heat, erreichte er zum zweiten Mal ein NBA-Finale (Niederlage gegen die Dallas Mavericks), in den beiden folgenden Spielzeiten (Saison 2011/12, Saison 2012/13) gewann er seine dritte und vierte MVP-Auszeichnung und seine ersten beiden NBA-Titel. Als Spieler des Nationalteams der Vereinigten Staaten gewann James bei den Olympischen Spielen 2004 die Bronze-, 2008, 2012 und 2024 die Goldmedaille. Im Jahr 2014 kehrte James zu den Cleveland Cavaliers zurück, mit denen er in der Saison 2015/16 seinen dritten NBA-Titel gegen die Golden State Warriors gewann. Die Cavaliers lagen in der Finalserie bereits mit 1:3 zurück, konnten jedoch die nächsten drei Spiele gewinnen und den ersten NBA-Titel der Klubgeschichte erringen. Es war die erste Meisterschaft einer professionellen Sportmannschaft in Cleveland seit 1964. Am 2. Juli 2018 gab sein Management den Wechsel zu den Los Angeles Lakers bekannt. Mit den Lakers gewann James in der Saison 2019/20 die Meisterschaft und wurde zum wertvollsten Spieler der Finalserie gekürt. Seit Februar 2023 ist er der erfolgreichste Korbwerfer in der Geschichte der NBA.

## Frühe Jahre
James wurde als Einzelkind in einem armen Viertel der Industriestadt Akron im US-Bundesstaat Ohio geboren. Seine Mutter Gloria James war zum Zeitpunkt der Geburt erst 16 Jahre alt und stand wenige Monate vor dem Abschluss der Highschool. James’ leiblicher Vater verließ Gloria bereits vor der Geburt, weshalb seine Mutter den Jungen allein großziehen musste. Die Familie lebte von einem niedrigen Einkommen, zog von Wohnung zu Wohnung und war oft auf die Unterstützung durch die Wohlfahrt angewiesen. Zeitweise musste Gloria James ihren Sohn in die Obhut einer Pflegefamilie geben. Durch seinen Pflegevater Frankie Walker lernte James im Alter von neun Jahren das Basketballspiel kennen. Sein herausragendes Talent wurde früh erkannt und verschaffte ihm ein Stipendium an der privaten katholischen St. Vincent-St. Mary High School (offiziell abgekürzt als STVM) in Akron. James spielte anfangs sowohl Basketball als auch Football für die STVM Fighting Irish, konzentrierte sich dann jedoch gänzlich auf Basketball.
James begann seine Highschool-Laufbahn als das herausragende Basketballtalent im Bundesstaat Ohio. Er hatte schon damals viele Preise gewonnen. Er maß bereits 1,92 m und startete als Point Guard für die Irish. Kapitän der Mannschaft war der Zwölftklässler Maverick Carter, ein enger Freund James’ und sein zukünftiger Manager. Obwohl LeBron James ihn gewöhnlich als seinen „Cousin“ bezeichnet, sind die beiden nicht verwandt. Mit Carter und James als Leistungsträger des Teams gewannen die Irish 26 von 27 Saisonspielen inklusive der Division-III-Landesmeisterschaft von Ohio.
Nach Carters Highschool-Abschluss übernahm James, obwohl erst Zehntklässler, das Team der Irish. Er war bereits knapp 2,00 m groß und überließ die Point-Guard-Position daher kleineren Spielern. Mit herausragenden Leistungen führte er die Mannschaft zu einer weiteren Ohio-Landesmeisterschaft. Ebenso wurde er als „Mr. Basketball“ des Staates Ohio ausgezeichnet und in die erste Auswahl des All-USA Team der USA Today berufen – als erster Zehntklässler überhaupt.
Im Januar 2001 trafen die Irish erstmals auf die Mannschaft der Oak Hill Academy aus Virginia, einem Internat, das Basketballspieler landesweit rekrutiert und daher Jahr für Jahr eines der besten Teams der USA stellt. Obwohl die Irish mit 68:69 verloren, erschien James durch diesen Beinaheerfolg im Rampenlicht. Interviews mit dem SLAM Magazine und anderen Sportzeitschriften sollten folgen.

## Highschool (2001–2003)
Obwohl er erst in seinem vorletzten Jahr war, galt James bei fast allen Talentscouts als bester Spieler im Highschool-Basketball. Seine Leistungen stiegen im Vergleich zum Vorjahr erneut, folgerichtig wurde er erneut als „Mr. Basketball“ von Ohio sowie als All-USA First Teamer geehrt. Des Weiteren wurde James zum „Gatorade National Boys Basketball Player of the Year“ 2002 gewählt. Keinem Spieler gelang dies zuvor als Elftklässler.
Die STVM Irish waren nach ihrer Dominanz in der Division III in die Division II aufgestiegen. Dort blieb ihnen jedoch der dritte Landesmeistertitel in Folge versagt – mit 63:71 verloren sie im Finale gegen die Roger Bacon Highschool aus Cincinnati. James’ Popularität tat dies indes keinen Abbruch. Er erschien im Februar 2002 auf dem Cover der Sports Illustrated mit dem Titel „The Chosen One“. Die Spiele der Irish mussten aufgrund der großen Nachfrage in größere Arenen verlegt werden, nicht wenige Partien wurden sogar von TV-Stationen aufgenommen und in Ohio übertragen.
Im Februar 2002 war es auch, als sich James in einer Neuauflage des Spiels gegen Oak Hill ein Privatduell mit deren bestem Spieler, Carmelo Anthony, lieferte. Oak Hill war erneut deutlich stärker besetzt als James’ Mannschaft und gewann das Spiel mit 72:68. Dennoch veranlasste James’ herausragende Vorstellung einige Scouts, wie etwa Howard Garfinkel, zu der Aussage, James sei der beste Highschool-Basketballspieler aller Zeiten.
Der Andrang der Medien auf James nahm in seinem Abschlussjahr noch zu. Er erschien auf weiteren Zeitschrift-Covern, unter anderem auf dem SLAM Magazine (zusammen mit Sebastian Telfair). Da seine Dominanz auf dem Highschool-Level derart groß war, spekulierte die Presse auf einen Wechsel James’ ins Profilager vor Abschluss der Highschool. Da die NBA-Regularien einen solchen Wechsel verbieten, wurde vom DIME Magazine über einen möglichen Wechsel James’ nach Italien berichtet, wo er ein Jahr spielen und anschließend in die NBA wechseln sollte. Die Gerüchte erwiesen sich als haltlos; James absolvierte sein letztes Highschool-Jahr bei STVM.
Doch hatte er längst das Interesse der NBA geweckt. John Lucas, zum damaligen Zeitpunkt Cheftrainer der Cleveland Cavaliers, lud James in der Offseason 2002 zum Training mit den Cavs ein. Da dies nach NBA-Regularien untersagt war, wurde Lucas für einige Spiele der Saison 2002/03 gesperrt. Am 12. Dezember 2002 kam es zum dritten Mal zur Partie STVM gegen Oak Hill. Da das öffentliche Interesse an James derart gewachsen war, entschied sich der Sportsender ESPN, das Spiel landesweit live zu übertragen – nie zuvor war ein Highschool-Spiel landesweit in den USA ausgestrahlt worden. Unter den Augen der ESPN-Kommentatoren Dick Vitale und Bill Walton lieferte James eines seiner besten Spiele, und erstmals gewannen die STVM Irish gegen Oak Hill.
Zum 18. Geburtstag erhielt James einen Hummer H2 im Wert von 80.000 US-Dollar geschenkt und löste damit den sogenannten „Hummer incident“ aus. Es wurde spekuliert, ob das Fahrzeug ein Geschenk eines NBA-Teams oder Sportartikelherstellers sei. Die Annahme derartiger Geschenke von Dritten ist Spielern nach den Regeln der Highschool-Sportverbände in den USA verboten. Wie sich kurze Zeit später herausstellte, hatte James’ Mutter ihrem Sohn jenes Fahrzeug geschenkt, nachdem sie zuvor einen Kredit aufgenommen hatte. Geschenke von Familienangehörigen sind nach den Regularien erlaubt. Im Februar 2003 ereignete sich ein weiterer Zwischenfall. Ein Besitzer von zwei Sportläden in Cleveland wollte Poster von LeBron James in seinen Geschäften aufhängen. Als Gegenleistung bot er James jeweils ein Originaltrikot von Wes Unseld und Gale Sayers an. Kurz nachdem dieser Zwischenfall bekannt wurde, sperrte der Highschool-Schulverband von Ohio (OHSAA) James wegen Verletzung der Amateur-Regeln für den Rest der Saison. Nicht zuletzt wegen des öffentlichen Protestes wurde die Strafe später jedoch auf zwei Spiele herabgesetzt.
STVM gewann unterdessen zum dritten Mal die Landesmeisterschaft von Ohio. Ebenso wurde James erneut zum Highschool-Spieler des Jahres gewählt. Anders als die meisten angehenden Highschool-Absolventen hatte sich James jedoch noch nicht für ein College entschieden, auf dem er seine Laufbahn fortsetzen wollte. Die meisten Schulen hatten ihre Versuche, ihn zu rekrutieren, eingestellt, da es als gesichert galt, dass er direkt in die NBA wechseln würde. Nachdem er im März 2003 an drei Highschool-Allstar-Games teilgenommen hatte, herrschte hierüber Gewissheit, da es verboten ist, an mehr als zwei derartigen Spielen teilzunehmen. Am 25. April verkündete James seinen Wechsel in die NBA.

## NBA-Karriere

### Das erste Jahr
Wenig überraschend war seine Entscheidung, die College-Ausbildung zu überspringen und sich stattdessen direkt für den NBA-Draft anzumelden. Sein Heimatteam, die Cleveland Cavaliers, holte ihn mit der ersten Wahl des NBA-Drafts 2003. In seinem ersten Spiel in der National Basketball Association erzielte James gegen die Sacramento Kings 25 Punkte, 9 Assists, 6 Rebounds und 4 Steals. Am 27. März 2004 erzielte er im Spiel gegen die New Jersey Nets 41 Punkte und wurde damit der jüngste Spieler in der Geschichte der NBA, der die 40-Punkte-Marke knacken konnte. Das vormalige Kellerkind der Liga führte James in seiner ersten Saison beinahe in die Play-offs, und er wurde für diese Leistung als bester Neuling der NBA (Rookie of the Year) geehrt. Als einer von fünf Rookies der NBA-Geschichte schaffte er einen Schnitt von über 20 Punkten, 5 Rebounds und 5 Assists pro Spiel (die anderen waren Oscar Robertson, Michael Jordan, Tyreke Evans und Luka Dončić).

### 2004–2005
Gleich zu Beginn der NBA-Saison 2004/05 brach LeBron James zwei Rekorde: Zum einen erreichte er die 500-Assists-Marke ein halbes Jahr früher als der vorherige Rekordhalter Magic Johnson, zum anderen war er beim Erreichen der 2000-Punkte-Marke über ein Jahr schneller als Kobe Bryant. Bei der Fanabstimmung zum All-Star Game des Jahres 2005 errang James die drittmeisten Stimmen aller Spieler der Eastern Conference. Am 19. Januar 2005 erzielte James das erste Triple-Double seiner Karriere. Er ist damit mit 20 Jahren und 20 Tagen der viertjüngste Spieler in der Geschichte der NBA hinter LaMelo Ball, Markelle Fultz und Lonzo Ball, der ein Triple-Double erzielte. Nur drei Tage später erreichte James bereits das nächste Triple-Double. Am 20. März 2005 erzielte er 56 Punkte gegen die Toronto Raptors und wurde damit der jüngste Spieler, der je mehr als 50 Punkte erzielen konnte. James ist knapp anderthalb Jahre jünger als der vorherige Rekordhalter Rick Barry. Allerdings wurde er in der Saison 2009/10 von Brandon Jennings übertroffen. In seiner Karriere knackte James die 50-Punkte-Marke bisher (Stand: 6. Februar 2024) vierzehn Mal.

### 2005–2006
Zu Beginn der NBA-Saison 2005/06 brach James einen weiteren Rekord: Er erreichte am 13. November 2005 254 Tage eher als der vorherige Rekordhalter Kobe Bryant die 4000-Punkte-Marke. Am 29. März 2006 erreichte er im Alter von 21 Jahren und 89 Tagen die Marke von 6000 Punkten, womit er ebenfalls Kobe Bryant unterbot, der diese Marke im Alter von 22 Jahren und 206 Tagen erreicht hatte. Beim All-Star Game am 2. Februar wurde James zum Most Valuable Player (MVP, dt. „wertvollster Spieler“) gewählt, womit er den vorherigen Rekordhalter Oscar Robertson als jüngsten Gewinner dieser Auszeichnung ablöste. Bei der Wahl des Most Valuable Player der regulären Saison wurde er Zweiter hinter Steve Nash von den Phoenix Suns.
LeBron erreichte erstmals die Play-offs und gab sein Debüt gegen die von Gilbert Arenas angeführten Washington Wizards. Er sicherte sich beim 97:86-Sieg mit seinen 32 Punkten, 11 Assists und 11 Rebounds neben Magic Johnson und Johnny McCarthy einen Platz in den NBA-Geschichtsbüchern als einer von drei Spielern, die in ihrem Play-off-Debüt ein Triple-Double verzeichnen konnten. Die Serie endete nach sechs Spielen siegreich für die Cavaliers und James, der einen Punkteschnitt von 35,7 Punkten pro Spiel verzeichnen konnte. In der zweiten Runde mussten sich die Cleveland Cavaliers in sieben Spielen den Detroit Pistons geschlagen geben.

### 2006–2007

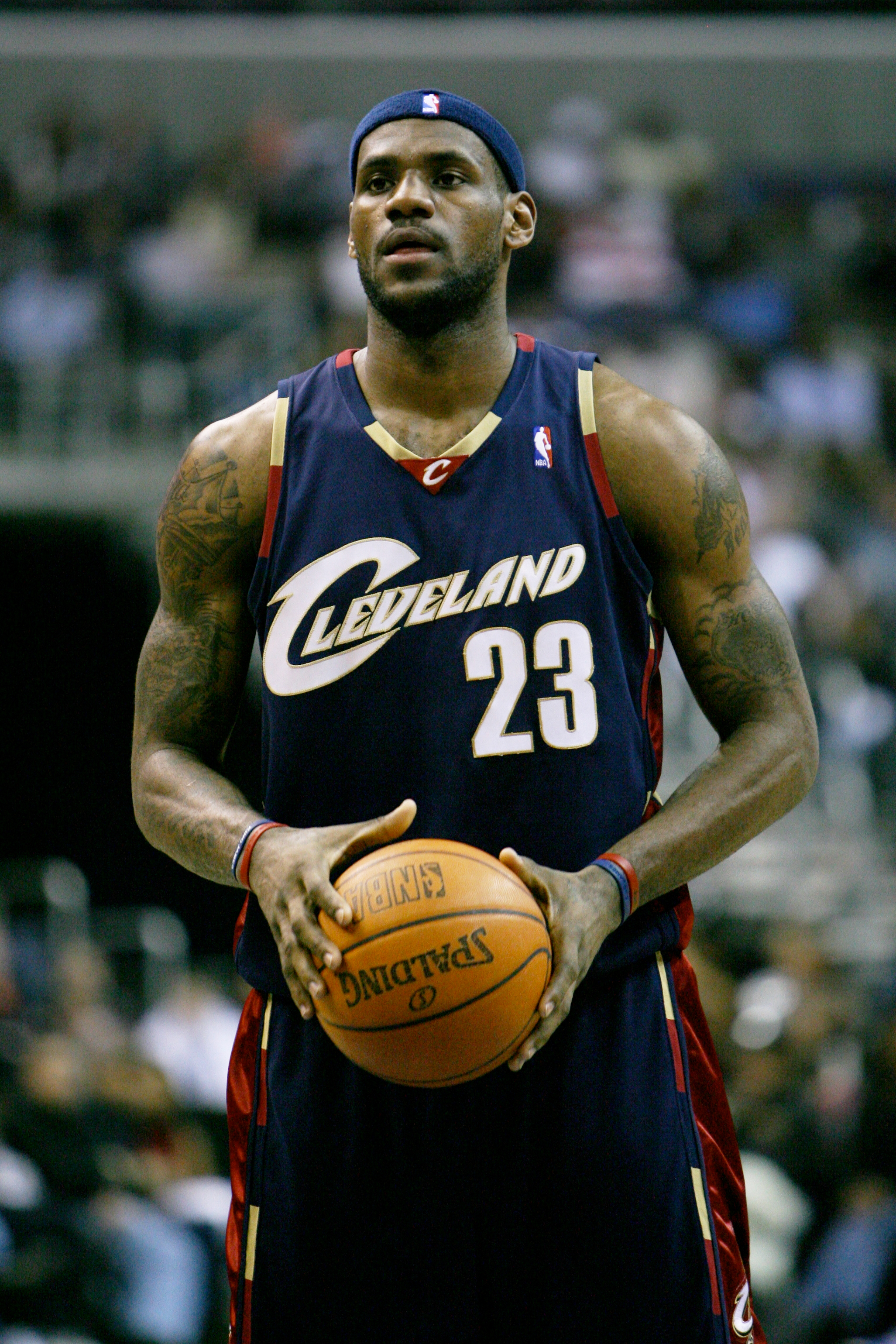
LeBron James beim Freiwurf (April 2007)

James wurde in dieser Saison zum dritten Mal in Folge als Startspieler zum All-Star Game gewählt. In 32 Minuten auf dem Spielfeld erzielte er 28 Punkte und holte 6 Rebounds sowie 6 Assists. In der regulären Saison konnten die Cleveland Cavaliers mit 50 Siegen an die Leistung der vorhergehenden Saison anknüpfen und waren somit das zweitbeste Team in der Eastern Conference. LeBron James’ Statistiken beliefen sich im Schnitt auf 27,3 Punkte, 6,7 Rebounds, 6,0 Assists und 1,6 Steals pro Spiel. Er ist somit der einzige Spieler neben Oscar Robertson, der in drei aufeinanderfolgenden Jahren einen Schnitt von mindestens 27 Punkten, 6 Rebounds und 6 Assists erzielen konnte. Er wurde als jüngster Spieler aller Zeiten in das All-NBA-1st-Team gewählt, wobei er die meisten Stimmen bekam.
In der ersten Runde der Play-offs führte James die Cleveland Cavaliers zu ihrem ersten Sweep (Sweep = kein Spiel in einer Serie verlieren) gegen die Washington Wizards und deren Superstar Gilbert Arenas. James gelangen in dieser Serie im Schnitt 27,8 Punkte, 8,5 Rebounds und 7,5 Assists pro Spiel. In der zweiten Runde konnten sich die Cavaliers in 6 Spielen gegen die New Jersey Nets durchsetzen und somit erstmals nach 15 Jahren erneut in die Eastern Conference Finals einziehen.
Nachdem sie in den Eastern Conference Finals die ersten beiden Spiele gegen die Detroit Pistons verloren hatten, schlugen die Cleveland Cavaliers zurück und gewannen die restlichen vier Spiele der Serie, um in die NBA Finals einzuziehen. Im fünften Spiel überzeugte James mit einer herausragenden Leistung. Er stellte mit seinen 48 Punkten einen Franchise-Play-off-Rekord auf und verzeichnete dazu noch 9 Rebounds und 7 Assists. Dabei erzielte er in zweifacher Verlängerung die letzten 25 und 29 der letzten 30 Punkte seines Teams, darunter auch den letzten, spielentscheidenden, Korb.
In den NBA Finals konnten die Cleveland Cavaliers den San Antonio Spurs nichts entgegensetzen und mussten sich bereits nach vier Spielen geschlagen geben. Daran konnten auch LeBron James’ 22,0 Punkte, 7,0 Rebounds und 6,8 Assists pro Spiel nichts ändern.

### 2007–2008

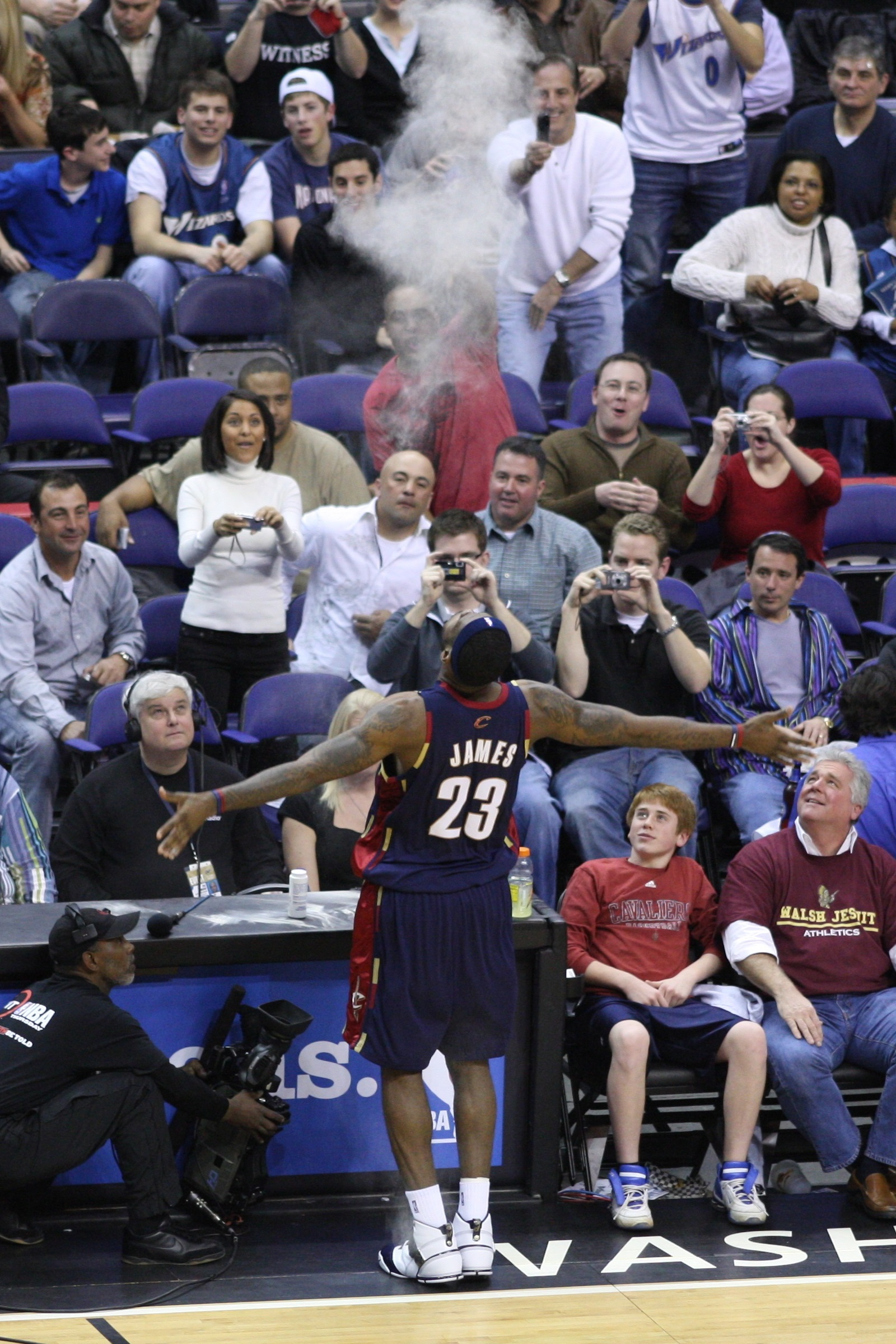
James bei seinem Ritual vor Spielbeginn, bei dem er Kreide in die Luft wirft (März 2008)

In der NBA-Saison 2007/08 erreichte er am 27. Februar 2008 im Alter von 23 Jahren und 59 Tagen als jüngster Spieler aller Zeiten in der NBA mehr als 10.000 Punkte und schloss die Saison als Spieler mit den meisten Punkten pro Spiel (30,0) ab. Außerdem wurde er abermals zum MVP des NBA All-Star Games ernannt; in diesem Spiel schaffte er fast ein Triple-Double. LeBron James erzielte in der gesamten regulären Saison sieben Triple-Doubles, was sowohl einen neuen persönlichen Rekord als auch einen Franchise-Rekord darstellte.
Am 5. März 2008 konnte James im Spiel gegen die New York Knicks als dritter Spieler seit der ABA-NBA-Fusion 50 Punkte und 10 Assists in einem Spiel für sich verbuchen. Einige Tage später, am 21. März 2008, überbot James den von Brad Daugherty aufgestellten Franchise-Rekord von 10.389 Punkten und wurde damit der Spieler mit den meisten Punkten in der Geschichte der Cleveland Cavaliers.
Die Cleveland Cavaliers beendeten die Saison mit 45 Siegen und 37 Niederlagen und wurden diesmal das viertbeste Team in der Eastern Conference. In der ersten Runde der Play-offs mussten sie erneut gegen die Washington Wizards antreten und zogen nach sechs Spielen siegreich in die zweite Runde ein. In diesem Jahr reichte es nicht für die Conference Finals, da sie sich den Boston Celtics in sieben Spielen geschlagen geben mussten. LeBron erzielte in diesem entscheidenden Spiel 45 Punkte, doch es reichte nicht für den Mannschaftssieg.

### 2008–2009

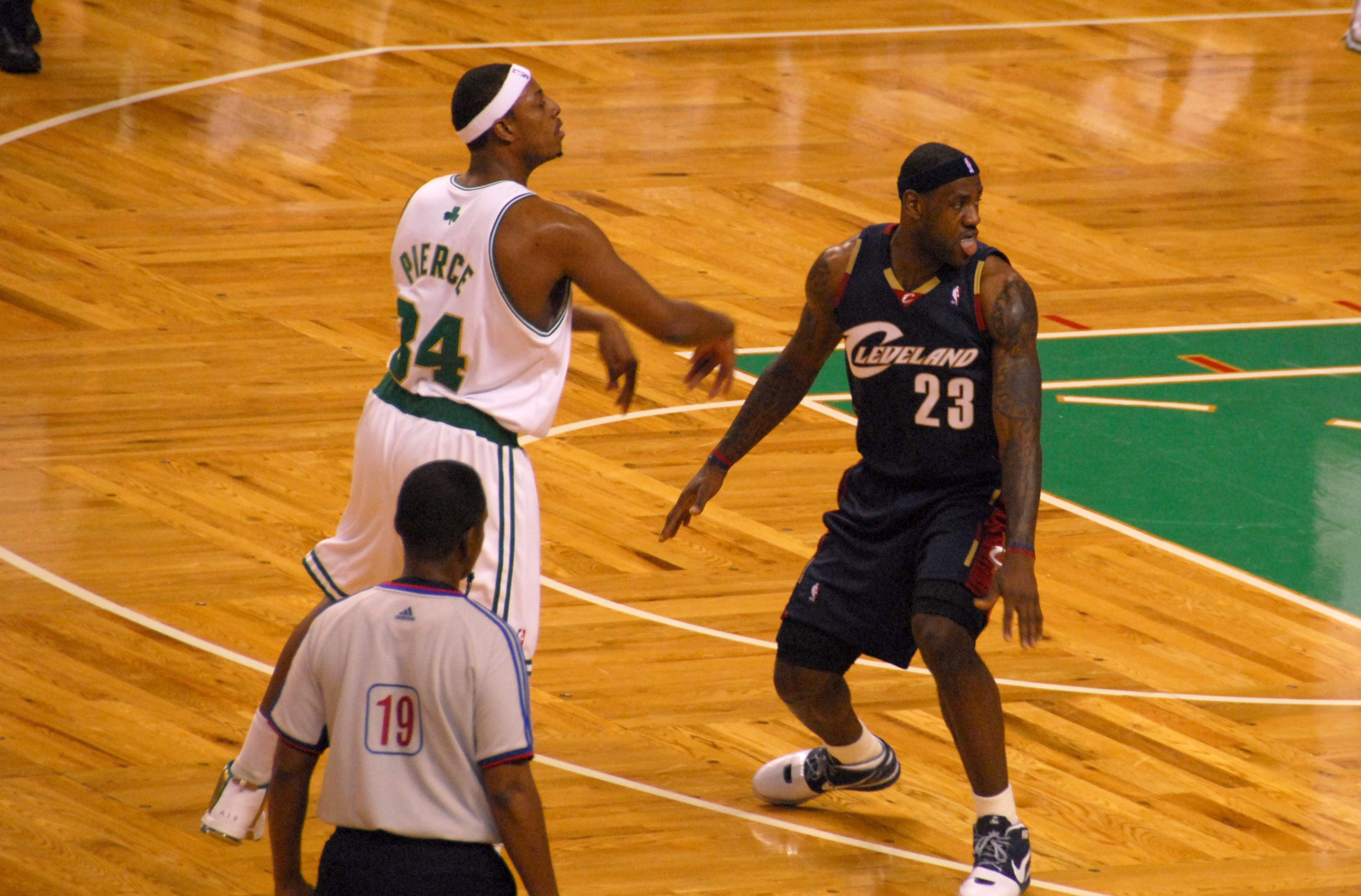
James verteidigt Paul Pierce von den Boston Celtics (Oktober 2008)

Ein Jahr später, in der Saison 2008/09, wurde James schließlich als wertvollster Spieler der NBA in der regulären Saison ausgezeichnet.
In der ersten Runde der NBA-Play-offs setzten sich die Cavaliers in vier Spielen gegen die Detroit Pistons durch. James erzielte hierbei 32,0 Punkte, 11,3 Rebounds und 7,5 Assists pro Spiel. In der darauffolgenden Runde führte LeBron sein Team erneut in vier Spielen zum Sieg, diesmal gegen die Atlanta Hawks. In den Eastern Conference Finals mussten sich die Cavaliers jedoch den Orlando Magic rund um den jungen aufstrebenden Superstar Dwight Howard geschlagen geben.

### 2009–2010
Noch bevor die Saison 2009/10 begonnen hatte, verstärkte sich Cleveland mit dem vierfachen NBA-Sieger Shaquille O’Neal. Am 19. März erzielte James 29 Punkte und durchbrach mit 25 Jahren und 79 Tagen als jüngster Spieler der NBA-Geschichte die 15.000-Punkte-Marke. Bisheriger Rekordhalter war Kobe Bryant mit 27 Jahren und 136 Tagen. LeBron wurde zu seinem sechsten All-Star Game in Folge gewählt und die Cavaliers verstärkten sich während der Saison mit der Verpflichtung von Antawn Jamison. Am Ende der Saison 2009/10 konnten die Cavaliers zum zweiten Jahr in Folge die beste Siegesquote aufstellen und James wurde erneut zum MVP gewählt. Von 116 der 123 stimmberechtigten Sportjournalisten wurde er dabei auf Platz 1 gewählt.
In den NBA-Play-offs konnten sich die Cavaliers in der ersten Runde gegen die Chicago Bulls durchsetzen, doch mussten sich bereits in der zweiten Runde den Boston Celtics geschlagen geben. Im fünften Spiel der Serie, das auch James’ vorerst letztes Heimspiel in Cleveland werden sollte, verloren die Cavaliers mit 32 Punkten Unterschied – die höchste Heimniederlage in der Geschichte des Teams.

### 2010–2011

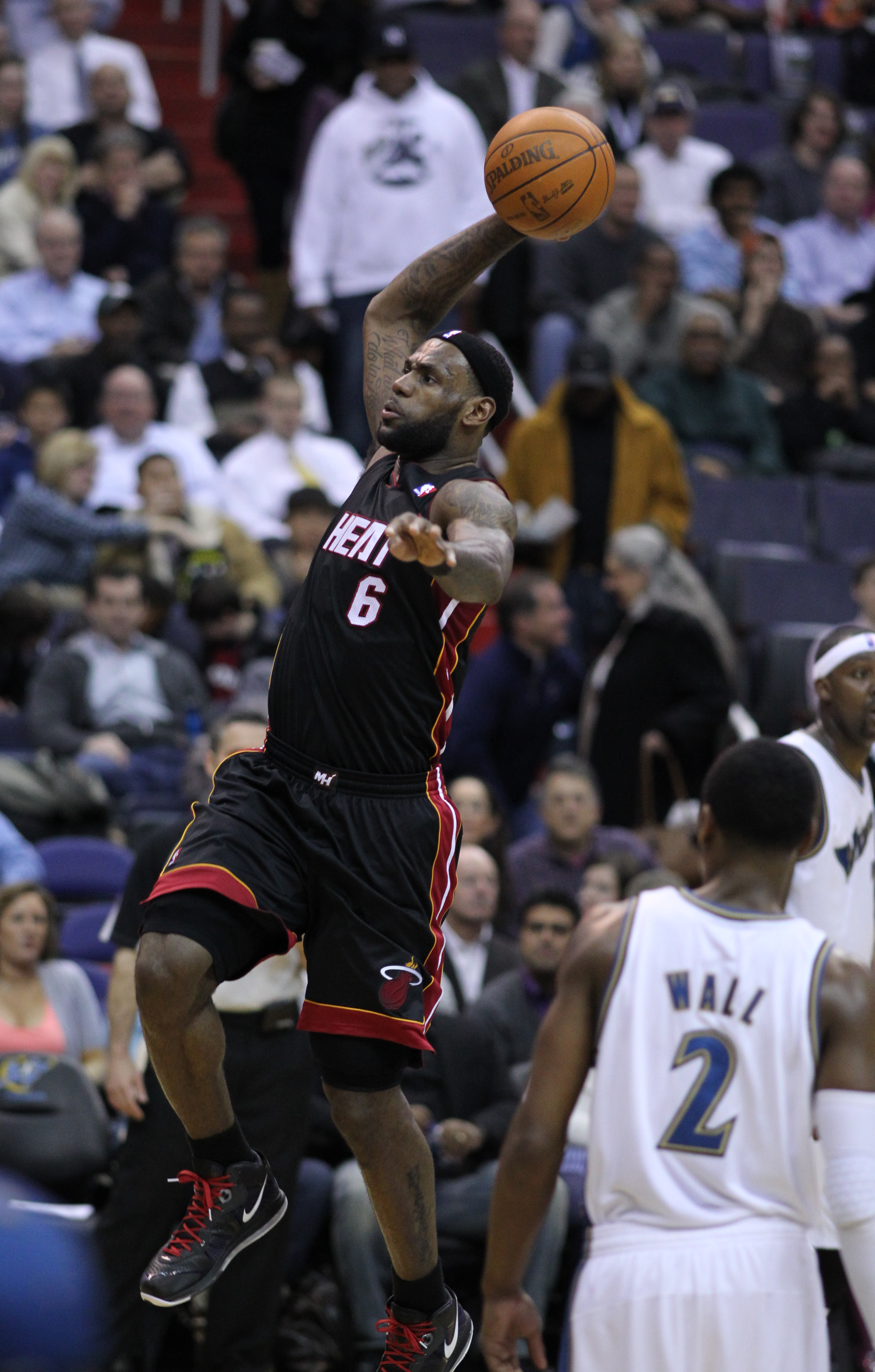
James bei einem Dunk gegen die Washington Wizards (März 2011)

Am 9. Juli 2010 gab James seinen Wechsel zu den Miami Heat bekannt. Dort bildete er mit zwei weiteren Top-5-Picks des NBA-Drafts 2003, Dwyane Wade und Chris Bosh, der wie James per Sign-and-Trade-Deal zu den Heat wechselte, die sogenannten „Big Three“ (analog zu dem Team um Paul Pierce, Kevin Garnett und Ray Allen in Boston). James begründete seinen Wechsel damit, dass Gewinnen das einzige für ihn wäre, was zählen würde, und er in Miami die besten Chancen sehe, die Meisterschaft zu holen.
Am 9. November 2010 erzielte LeBron James mit 20 Punkten, 14 Assists und 11 Rebounds im Spiel gegen die Utah Jazz sein erstes Triple-Double im Trikot der Heat. Am 17. Dezember 2010 konnte er sein zweites Triple-Double der Saison in einem Spiel gegen die New York Knicks für sich verbuchen: 32 Punkte, 11 Rebounds und 10 Assists. Am 3. Februar 2011 erzielte James in einem Heimspiel gegen die Orlando Magic 51 Punkte und verzeichnete zusätzlich 11 Rebounds und 8 Assists. Kein Spieler konnte in der Saison 2010/11 mehr Punkte in einem Spiel erzielen. Er wurde auch in dieser Saison erneut zum All-Star Game eingeladen und erzielte mit 29 Punkten, 12 Rebounds und 10 Assists nach Michael Jordan das erst zweite Triple-Double in der Geschichte der All-Star Games. In den Playoffs 2011 schien für die Miami Heat alles nach Plan zu laufen. Miami konnte sowohl gegen die Boston Celtics als auch gegen die Chicago Bulls um Derrick Rose mit 4:1 Spielen gewinnen und in die NBA Finals 2011 einziehen. In den Finals trafen James und die Heat dann in einer Neuauflage der NBA-Finals 2006 auf die Dallas Mavericks um den deutschen Superstar Dirk Nowitzki, denen sie mit 2:4 unterlagen.

### 2011–2012
Motiviert durch die Niederlage in den NBA Finals der letzten Saison gegen die Dallas Mavericks, beschloss James, an seinem Spiel unter dem Korb zu arbeiten, und trainierte hierfür u. a. mit Hakeem Olajuwon. Bedingt durch den Lock-Out begann die Saison 2011/12 erst am 25. Dezember 2011 und umfasste nur 66 Spiele pro Team. Die Miami Heat starteten mit einem Vereinsrekord von 16 Siegen in den ersten 21 Partien in die verkürzte Saison. Im Rahmen des All-Star Games 2012 erzielte James 36 Punkte und stellte mit sechs erzielten Dreipunktewürfen den Rekord für die meisten Treffer von hinter der Dreipunktelinie in einem NBA All-Star Game ein. Am Ende der Saison wurde er dank seiner 27,1 Punkte (53 % Wurfquote), 7,9 Rebounds, 6,2 Assists und 1,9 Steals pro Spiel zum dritten Mal als wertvollster Spieler der regulären Saison ausgezeichnet.
Als zweitbestes Team im Osten setzte sich die Heat in der ersten Runde gegen die New York Knicks, in der zweiten Runde gegen die Indiana Pacers und in den Conference Finals gegen die Boston Celtics durch. In den NBA Finals 2012, die bereits die dritte Finalteilnahme James’ waren, besiegten die Heat die Oklahoma City Thunder in fünf Spielen, wobei nur das erste Spiel der Serie verloren ging. James holte seine erste NBA-Meisterschaft und wurde dank seiner 28,6 Punkte, 10,2 Rebounds und 7,4 Assists in der Finalrunde zum MVP der NBA Finals gewählt.

### 2012–2013
Am 16. Januar 2013 erzielte James im Spiel gegen die Golden State Warriors den 20.000. Punkt seiner NBA-Karriere. Mit seinen 28 Jahren war er der jüngste Spieler, der diese Marke brechen konnte. In einem Spiel gegen die Portland Trail Blazers am 12. Februar 2013 lieferte James sein sechstes Spiel in Serie mit mindestens 30 Punkten bei einer Feldwurfquote von über 60 Prozent ab. Diese Leistung hat vor ihm noch niemand in der Geschichte der NBA vollbracht. Am Ende der Saison 2012/13 gewann James seinen vierten MVP-Award.
Als bestes Team im Osten setzten sich die Miami Heat in der ersten Runde der Playoffs 2013 mit einem Sweep gegen die Milwaukee Bucks, in der zweiten Runde gegen die Chicago Bulls und in den Conference Finals im siebten und letzten Spiel gegen die Indiana Pacers durch und gewannen somit zum dritten Mal in Folge den Titel des Ost-Meisters. In der Final-Serie gegen die San Antonio Spurs setzten sich die Miami Heat schließlich erneut im siebten und letzten Spiel mit 4:3 durch und gewannen damit zum zweiten Mal in Folge (Repeat) und zum dritten Mal insgesamt die NBA-Meisterschaft. LeBron James wurde dank seiner 25,3 Punkte, 11,0 Rebounds und 7,0 Assists im Schnitt pro Spiel, zweier Triple-Doubles in der Serie und einer mit 37 Punkten überragenden Vorstellung im entscheidenden siebten Spiel zum zweiten Mal in Folge zum MVP der NBA Finals gewählt. Somit ist James neben Michael Jordan und Bill Russell der bisher einzige Spieler, der in zwei aufeinander folgenden Jahren sowohl zum MVP der regulären Saison als auch der Finalserie gewählt wurde.

### 2013–2014
Die Saison 2013/14 beendete James mit durchschnittlich 27,1 Punkten, 6,9 Rebounds und 6,4 Assists, zudem stellte er mit einer Wurfquote von 57 % über die Saison hinweg eine neue persönliche Bestleistung auf. Am 3. März 2014 erreichte James mit 61 Punkten gegen die Charlotte Bobcats eine neue Karriere-Bestleistung. Auch dank seiner starken Leistungen zogen die Miami Heat nach zum Teil deutlichen Siegen in den Play-offs 2014 bereits zum vierten Mal hintereinander in die NBA Finals ein, was zuvor lediglich vier Teams in der NBA-Geschichte gelungen war. Wie bereits im Vorjahr waren die San Antonio Spurs der Gegner. Diesmal hatten die Heat gegen den offensivstarken und teils in Perfektion zelebrierten Teambasketball der Spurs kaum eine Chance und verloren nach vier deutlichen Niederlagen die Serie in fünf Spielen mit 1:4, was für James bereits die dritte verlorene Finalserie seiner Karriere darstellte.

### 2014–2015

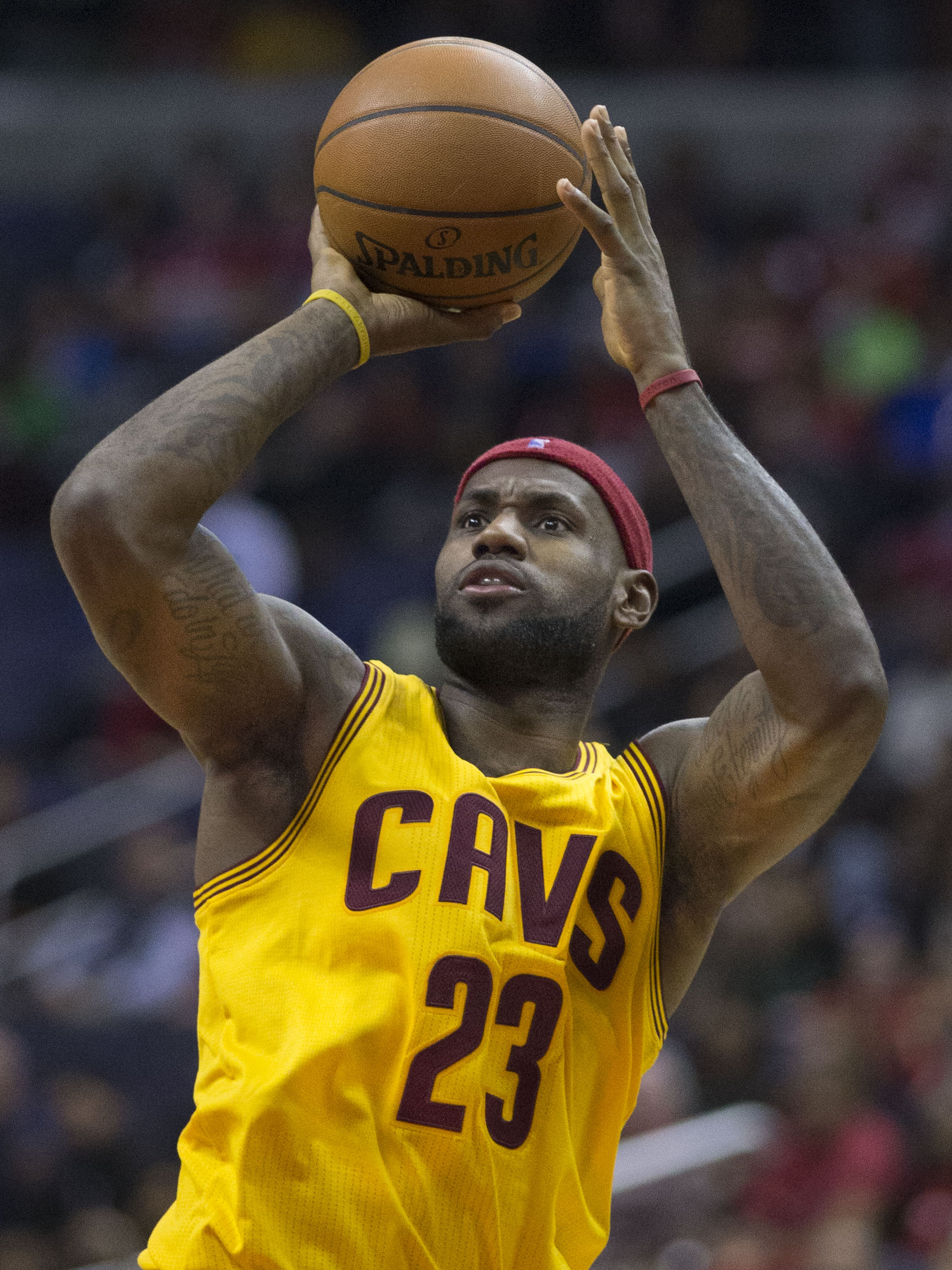
James bei seiner Rückkehr nach Cleveland (November 2014)

Mittels einer Ausstiegsklausel löste James nach Ablauf der Saison seinen ursprünglich bis 2016 gültigen Vertrag mit Miami Heat auf. Dies begründete er damit, dass er seine Möglichkeiten bei anderen Vereinen testen wolle. Am 10. Juli 2014 gab er seine Entscheidung bekannt, zurück nach Cleveland zu wechseln, um im Trikot der Cavaliers den NBA-Titel nach Ohio zu holen, was ihm bei seinem Wechsel 2010 noch nicht gelungen war. Am 12. Juli unterzeichnete James bei den Cavaliers einen Zweijahresvertrag im Wert von 42,1 Millionen US-Dollar. Der Vertrag beinhaltete eine Ausstiegsklausel nach einem Jahr.
Cleveland verstärkte sich nach James’ Rückkehr mit All-Star Kevin Love von den Minnesota Timberwolves. Gemeinsam mit Kyrie Irving und Love bildete James ein neues, starkes Trio. Mit James erreichten die Cavaliers die zweite Platzierung in der Eastern Conference. Mit 25,3 Punkten, 6,0 Rebounds und 7,3 Assists hatte er maßgeblichen Anteil an der ersten Play-off-Qualifikation der Cavs nach fünf Jahren. Bei der Wahl zum MVP landete James hinter Stephen Curry und James Harden auf dem dritten Platz.
Nach Siegen in den Play-off-Serien gegen die Boston Celtics, Chicago Bulls und Atlanta Hawks erreichte James zum fünften Mal in Folge die NBA Finals, wo Cleveland auf die Golden State Warriors traf. Die Finalserie wurde mit 2:4 verloren, was für James die vierte Niederlage in den Finals darstellte. Obwohl James seine Quoten in der Finalserie noch einmal deutlich verbessern konnte und dort im Schnitt auf 35,8 Punkte, 13,3 Rebounds und 8,8 Assists kam, womit er in jeder dieser drei Kategorien als bester Spieler der NBA Finals 2015 hervorging, konnte er die Niederlage gegen Golden State nicht abwenden.

### 2015–2016
In der Saison 2015/16 erzielte James in der zwölften Saison in Folge einen Durchschnitt von mindestens 25 Punkten pro Spiel (25,3), was einen neuen Rekord darstellte. Zwei weiteren Spielern gelang das elfmal in Folge: Jerry West (1961/62 bis 1971/72) und Karl Malone (1987/88 bis 1997/98). In seinem 12 All-Star Spiel am 14. Februar 2016 erzielte James seinen insgesamt 291 Punkt in einem All-Star Spiel und löste damit den bisherigen Rekordhalter Kobe Bryant ab. Mit den Cavaliers errang James erneut den ersten Platz in der Eastern Conference, womit man sich den Heimvorteil in den Play-offs sicherte. Er marschierte mit seinen Cavaliers durch die Play-offs und zog in die NBA Finals 2016 ein, wo der Gegner erneut die Golden State Warriors waren. Nachdem die Cavs in der Finalserie bereits mit 1:3 zurückgelegen hatten, gelang es ihnen, die letzten drei Spiele der Serie zu gewinnen und am 20. Juni 2016 in Oakland mit 4:3 die Finals für sich zu entscheiden. Dabei erzielte James im siebten Spiel ein Triple-Double. Zum ersten Mal in der Geschichte der Franchise konnten die Cleveland Cavaliers die NBA-Meisterschaft gewinnen, was gleichzeitig die erste Meisterschaft einer professionellen Sportmannschaft aus Cleveland seit 1964 darstellte. Zudem wurde James, der sich in der sechsten Finalteilnahme in Folge seinen dritten NBA-Titel sicherte, zum wertvollsten Spieler der Finals gekürt.

### 2016–2017
Beim 102:101-Sieg seiner Cleveland Cavaliers über die Philadelphia 76ers schaffte es James mit 25 Punkten, auf Platz 10 der ewigen NBA-Scorerliste zu gelangen (26.970) und überholte damit Hakeem Olajuwon (26.946). Beim Spiel gegen die New York Knicks am 5. Februar 2017 erzielte er 32 Punkte und erreichte damit 28.020 Punkte insgesamt, was ihn zum jüngsten Spieler macht, der die 28.000-Punktemarke je übertroffen hat. Mit den Cavaliers erreichte LeBron den zweiten Platz in der Eastern Conference. Im entscheidenden fünften Conferencefinalspiel gegen die Boston Celtics erzielte James 36 Punkte und überholte damit Michael Jordan als bisherigen Rekordkorbschützen der Playoffgeschichte. Die Cavaliers gewannen das Spiel und zogen das dritte Mal in Folge in das NBA-Finale ein, wo man wie in den beiden Vorjahren auf die Golden State Warriors traf. Für James war das der siebte Finaleinzug in Folge. Die Warriors, dieses Mal verstärkt durch Kevin Durant, gewannen die Serie mit 4:1.

### 2017–2018
Beim 107:102-Sieg gegen die New Orleans Pelicans am 30. März 2018 erzielte er im 867. Spiel in Folge eine zweistellige Punktzahl und übertraf damit den langjährigen Rekord von Michael Jordan. Am 24. Mai wurde James’ zwölfte und einstimmige Wahl in das All-NBA First Team bekannt gegeben. Niemand wurde bis dato häufiger in die Startformation berufen. James verlor die Finals mit 4:0 gegen den jahrelangen Finalgegner Golden State Warriors. Als Free Agent gab er darauf folgend im Juli 2018 seinen Wechsel zu den Los Angeles Lakers bekannt.

### 2018–2019
In seiner ersten Saison bei den Los Angeles Lakers spielte James aufgrund einer Leistenzerrung zum ersten Mal weniger als 90 % der möglichen Spiele und sein Team verpasste die NBA Playoffs.

### 2019–2020
Bei der Auswärtsniederlage am 25. Januar 2020 gegen die Philadelphia 76ers (91:108) erzielte James 29 Punkte. Mit insgesamt 33.655 Punkten überholte er Kobe Bryant (33.643) am Abend vor dessen Tod in der Liste der erfolgreichsten Korbschützen der NBA und schob sich auf den dritten Platz hinter Kareem Abdul-Jabbar (38.387) und Karl Malone (36.928). Nach der Unterbrechung der Saison aufgrund Covid-19-Pandemie fanden die letzten Spiele der regulären Spielzeit und die Playoffs in der sogenannte Bubble in Orlando statt. Dort setzten sich James und seine Lakers gegen die Portland Trail Blazers, die Houston Rockets und die Denver Nuggets jeweils mit 4:1 Spielen durch und zogen in die NBA-Finals ein. Gegen die ersatzgeschwächten Miami Heat konnten sich die Lakers mit 4:2 Spielen durchsetzen und sich die Meisterschaft sichern. James wurde zum besten Spieler der Finalserie gekürt und ist der erste Spieler, der mit drei verschiedenen Teams den Titel gewann und jeweils als bester Spieler der Finalserie ausgezeichnet wurde.

### 2020–2021
James konnte mit den Lakers die Meisterschaft nicht verteidigen. James führte sein Team mit dem besten Punkteschnitt der Lakers (25,0) nur auf Platz sieben in der Western Conference. Die Lakers mussten dadurch im Play-in Turnier antreten, wo schließlich der siebte Platz bestätigt werden konnte. In den Playoffs konnte James mit den Lakers nur zwei Spiele gegen die Phoenix Suns gewinnen und schied in der ersten Runde aus, wobei James bei allen vier Niederlagen die meisten Punkte und Assists in seinem Team beigesteuert hatte.

### 2021–2022
Nachdem die Lakers mit Neuankömmling Russell Westbrook vor der Saison sehr hohe Erwartungen hatten, lief auch diese Regular Season erneut nicht ideal für die Lakers, die Mannschaft kämpfte um einen Playoff-Platz, jedoch landeten sie auf dem 11. Platz und konnten sich somit für diese nicht qualifizieren.
Im Spiel gegen die Detroit Pistons am 21. November 2021 wurde James zum zweiten Mal in seiner Karriere vom Spielfeld verwiesen (englisch: ejected).
Obwohl James zeitweise mit Verletzungen zu kämpfen hat, gehörte er weiterhin zu den besten Spielern der Liga und wurde im Februar zum 18. Mal ins NBA All-Star Team gewählt, welches am 20. Februar 2022 in James' alter Heimarena in Cleveland stattfand. Damit zog er mit Kobe Bryant für die zweitmeisten All-Star Selektionen gleich, der Rekordhalter ist Abdul-Jabbar mit 19, wobei James der einzige Spieler ist, der 18 Mal in Folge ins All-Star Team berufen wurde.
Bei einer 115:117-Auswärtsniederlage gegen die Golden State Warriors brach James den jahrzehntealten Rekord von Abdul-Jabbar für die meisten kombinierten Punkte in Regular Season und Playoffs. Nach dem Spiel stand James bei 44.157 Punkten.
In der zweiten Hälfte der Saison, spielte James erstmals eine längere Periode primär als Center, da sein Co-Star Anthony Davis aufgrund von Verletzungsproblemen aussetzen musste.

### Seit 2023
Am 7. Februar 2023 erzielte James im Spiel gegen Oklahoma City Thunder 38 Punkte und überbot damit mit insgesamt 38.390 Punkten in seiner NBA-Karriere den von Kareem Abdul-Jabbar gehaltenen Rekord von 38.387 Punkten. Am 8. Mai 2023 erzielte James im 4. Play-off-Halbfinalspiel (104:101) gegen die Golden State Warriors 27 Punkte. Mit seinem ersten Korb im Spiel überholte er Kareem Abdul-Jabbar (2356 2-Punkt-Treffer während der Play-offs) und ist mit nun 2364 2-Punkt-Körben an Platz 1 dieser NBA-Statistik.
Am 22. November 2023 durchbrach er als erster Basketballer überhaupt die 39000 Punkte-Grenze der NBA.
In der ersten Ausgabe des neu eingeführten NBA In-Season Tournament gewann James mit den Los Angeles Lakers das Finale am 9. Dezember 2023 gegen die Indiana Pacers. Er erzielte dabei 24 Punkte und 10 Rebounds. Die Wahl zum Turnier-MVP gewann James mit 14 zu sechs Stimmen.
Am 2. März 2024 übertraf er als erster Spieler der NBA die Marke von 40.000 Punkten (40.017). Bei der 114:124-Niederlage gegen die Denver Nuggets erzielte er 26 Punkte und wurde Topscorer seines Teams.
In der Saison 2024/25 spielte James im Auftaktspiel gegen die Minnesota Timberwolves zusammen mit seinem Sohn Bronny James. Es war das erste Mal in der Geschichte der NBA, dass ein Vater-Sohn-Gespann in einem Spiel gemeinsam auftrat.

## Nationalmannschaftskarriere
LeBron debütierte für die US-Nationalmannschaft im Rahmen der Olympischen Sommerspiele in Athen 2004. Mit seinem Alter von 19 Jahren, 7 Monaten und 13 Tagen zu Beginn der Spiele war er der jüngste US-Basketballspieler seit Jahrzehnten. Dabei kam er in allen acht Partien zum Einsatz und gewann mit dem US-Team die Bronzemedaille.
Sowohl 2008 bei den Olympischen Spielen in Peking als auch 2012 in London gewann James die Goldmedaille. Danach pausierte er jahrelang und bestritt keine Spiele für die Nationalmannschaft, um sich auf seine NBA-Karriere zu konzentrieren. Trotz Spekulationen nahm er nicht an den Olympischen Turnieren 2016 in Rio und 2021 in Tokio oder an den FIBA-Weltmeisterschaften teil.
Bei den Olympischen Spielen 2024 in Paris gewann James seine dritte Goldmedaille beim 98:87-Sieg im Finale gegen die Auswahl aus Frankreich. Im Anschluss wurde er als wertvollster Spieler (MVP) des Basketball-Turniers ausgezeichnet. Dies stellte James vierte Teilnahme an Olympischen Spielen dar, womit er den US-Rekord von Kevin Durant und Carmelo Anthony einstellte. Zudem ist er mit diesen beiden Spielern der einzige US-Profi, der mehr als 300 Punkte bei Olympischen Spielen erzielt hat.

## Erfolge und Auszeichnungen
- 4× NBA MVP: 2009, 2010, 2012, 2013
- 4× NBA Champion: 2012, 2013, 2016, 2020
- 4× NBA Finals MVP: 2012, 2013, 2016, 2020
- 21× All-NBA Team:
  - 1st Team: 2006, 2008–2018, 2020
  - 2nd Team: 2005, 2007, 2021, 2025
  - 3rd Team: 2019, 2022, 2023, 2024
- 20× NBA All-Star: 2005–2024, 2025 verletzungsbedingt abgesagt
  - 6× NBA All-Star Team Captain: 2018, 2019, 2020, 2021, 2022, 2023
  - 3× All-Star-Game MVP: 2006, 2008, 2018
- 6× NBA All-Defensive Team:
  - 1st Team: 2009–2013
  - 2nd Team: 2014
- 1× NBA Scoring Champion: 2008
- 1× NBA Assist Leader: 2020
- NBA Rookie of the Year: 2004
- NBA All-Rookie First Team: 2004
- 3× Goldmedaille mit dem Team USA, Olympische Spiele 2008, 2012, 2024
- 1× Bronzemedaille mit dem Team USA, Olympische Spiele 2004
- 1× Bronzemedaille mit dem Team USA, FIBA Weltmeisterschaft 2006
- 1× Goldmedaille mit dem Team USA, FIBA Americas Meisterschaft 2007
- Lieblings-Sportler bei den Nickelodeon Kids’ Choice Awards 2013
- Associated Press Athlete of the Year 2013, 2016, 2018, 2020
- Sports Illustrated Sportler des Jahres 2012, 2016, 2020
- Time-Magazine Athlete of the Year 2020[70][71]
- 1× NBA Cup: 2023
- 1× MVP des NBA Cup 2023

## Gesellschaftliches und politisches Engagement
James wurde 2013 von Forbes zu den zehn weltweit einflussreichsten Athleten gezählt, die Time kürte ihn 2017 zu den 100 einflussreichsten Menschen und 2020 unter Bezugnahme auf sein soziales Engagement zum Athlete of the Year. In seiner öffentlichen Wahrnehmung sieht James auch eine gesellschaftliche Verantwortung. Mit seiner Stiftung LeBron James Family Foundation fördert er die Bildung benachteiligter Jugendlicher. 2018 gründete er die „I promise school“ in seiner Heimatstadt Akron.
Wiederholt positionierte er sich mit Worten und Aktionen gegen Rassismus, Diskriminierung und soziale Ungerechtigkeit. Er wurde zu einer auch über den Sport hinaus wahrgenommenen Stimme gegen den US-Präsidenten Donald Trump, der seinerseits ihn per Twitter attackierte.
James unterstützte die Präsidentschaftskandidaturen der demokratischen Kandidaten Hillary Clinton (2016) und Joe Biden (2020). Des Weiteren setzte er sich dafür ein, dass sich vor allem Personen aus sozial schwachen Schichten als Wähler registrieren.
2019 erfuhr James Kritik dafür, dass er die Kritik des Teammanagers der Houston Rockets, Daryl Morey, an der chinesischen Hongkong-Politik öffentlich ablehnte; mutmaßlich um seine geschäftlichen Beziehungen nach China zu schützen. Joshua Wong warf ihm Heuchelei vor.

## Sonstiges

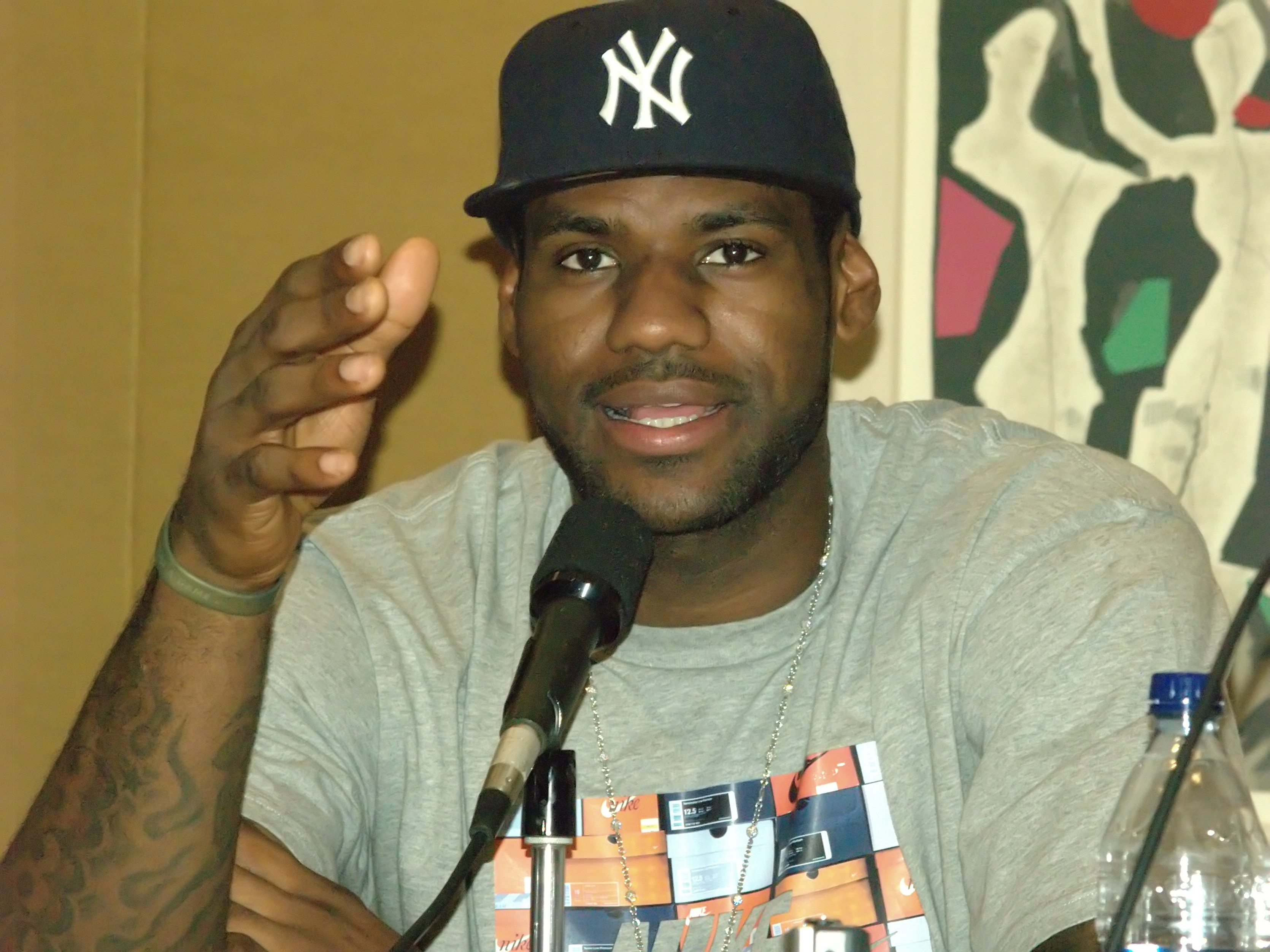
James im September 2009 bei einer Pressekonferenz anlässlich der Veröffentlichung des Dokumentarfilms More Than a Game

James war in der Highschool nicht nur ein begnadeter Basketballer, sondern auch ein talentierter Footballer. Viele Experten gehen auch heute noch davon aus, dass er als Wide Receiver oder Tight End in der NFL hätte spielen können.
Am 23. Januar 2018 wurde James im Alter von 33 Jahren und 24 Tagen der jüngste Spieler in der Geschichte der NBA und der siebente überhaupt, der die Marke von 30.000 Punkten im Lauf seiner Karriere übertraf.
Bei den 46th US-People’s Choice Awards gewann der Basketballprofisportler 2020 in der Kategorie The Game Changer of 2020.
Viele Firmen verpflichteten Lebron James für Marketing-Kampagnen. So zahlte beispielsweise der Sportartikel-Hersteller Nike dem Jungstar 90 Millionen US-Dollar. 2015 baute Nike seine Zusammenarbeit mit ihm noch weiter aus und schloss mit ihm einen lebenslangen Werbevertrag, erstmals in der Firmengeschichte. Außerdem macht er Werbung für Sprite und die Kaugummimarke Bubblicious und verdient so jährlich mehrere Millionen.
2015 verdiente James 24 Millionen US-Dollar und zählte damit zu den drei bestbezahlten NBA-Spielern. In der Spielzeit 2017/2018 verdiente er insgesamt 33 Millionen US-Dollar und besaß eine Spieleroption für die nachfolgende Saison in seinem Vertrag, mit der er aus seinem damaligen Vertrag aussteigen konnte. Diese nahm James wahr und handelte nach seinem Wechsel zu den Los Angeles Lakers einen Vertrag aus, durch den er beginnend mit der Spielzeit 2018/2019 für vier Jahre 153,3 Millionen US-Dollar verdient und im letzten Jahr wiederum eine Spieleroption erhält. Diesen Vertrag verlängerte James im Winter 2020 für weitere zwei Jahre und 85 Millionen US-Dollar.
Der amerikanische Avantgarde-Gitarrist Buckethead widmete ihm die drei Songs King James, Lebron und Lebron’s Hammer. Des Weiteren widmete ihm der Rapper Jay-Z den Song Blow the Whistle. 2009 rappten Drake, Eminem, Lil Wayne und Kanye West den Song Forever, welcher der Soundtrack zum Dokumentarfilm More Than a Game ist, in dem es um die Freundschaft zwischen James’ Highschool-Freunden auf und neben dem Feld geht.
2015 spielte sich James im Film Dating Queen (Trainwreck) selbst. 2021 war er in der Hauptrolle von Space Jam: A New Legacy zu sehen und spielte auch hier sich selbst. Für seine Darstellung bekam er 2022 zweimal die Goldene Himbeere, als schlechtester Schauspieler und als Teil des schlechtesten Leinwandpaares.
James ist seit 2013 mit Savannah Brinson verheiratet. Beide kennen sich aus Highschool-Zeiten und sind seit 2001 ein Paar. Sie haben zusammen zwei Söhne und eine Tochter. Ihr Sohn Bronny James ist auch Basketballspieler.

## NBA-Statistiken

### Regular Season
| Saison   | Team        | GP   | GS   | MPG  | FG % | 3P % | FT % | RPG | APG  | SPG | BPG | PPG  |
| -------- | ----------- | ---- | ---- | ---- | ---- | ---- | ---- | --- | ---- | --- | --- | ---- |
| 2003–04  | Cleveland   | 79   | 79   | 39.5 | .417 | .290 | .754 | 5.5 | 5.9  | 1.6 | 0.7 | 20.9 |
| 2004–05  | Cleveland   | 80   | 80   | 42.4 | .472 | .351 | .750 | 7.4 | 7.2  | 2.2 | 0.7 | 27.2 |
| 2005–06  | Cleveland   | 79   | 79   | 42.5 | .480 | .335 | .738 | 7.0 | 6.6  | 1.6 | 0.8 | 31.4 |
| 2006–07  | Cleveland   | 78   | 78   | 40.9 | .476 | .319 | .698 | 6.7 | 6.0  | 1.6 | 0.7 | 27.3 |
| 2007–08  | Cleveland   | 75   | 74   | 40.4 | .484 | .315 | .712 | 7.9 | 7.2  | 1.8 | 1.1 | 30.0 |
| 2008–09  | Cleveland   | 81   | 81   | 37.7 | .489 | .344 | .780 | 7.6 | 7.2  | 1.7 | 1.1 | 28.4 |
| 2009–10  | Cleveland   | 76   | 76   | 39.0 | .503 | .333 | .767 | 7.3 | 8.6  | 1.6 | 1.0 | 29.7 |
| 2010–11  | Miami       | 79   | 79   | 38.8 | .510 | .330 | .759 | 7.9 | 6.2  | 1.9 | 0.6 | 26.7 |
| 2011–12  | Miami       | 62   | 62   | 37.5 | .531 | .362 | .771 | 7.9 | 6.2  | 1.9 | 0.8 | 27.1 |
| 2012–13  | Miami       | 76   | 76   | 37.9 | .565 | .406 | .753 | 8.0 | 7.3  | 1.7 | 0.9 | 26.8 |
| 2013–14  | Miami       | 77   | 77   | 37.7 | .567 | .379 | .750 | 6.9 | 6.4  | 1.6 | 0.3 | 27.1 |
| 2014–15  | Cleveland   | 69   | 69   | 36.1 | .488 | .354 | .710 | 6.0 | 7.4  | 1.6 | 0.7 | 25.3 |
| 2015–16  | Cleveland   | 76   | 76   | 35.6 | .520 | .309 | .731 | 7.4 | 6.8  | 1.4 | 0.6 | 25.3 |
| 2016–17  | Cleveland   | 74   | 74   | 37.8 | .548 | .363 | .674 | 8.6 | 8.7  | 1.2 | 0.6 | 26.4 |
| 2017–18  | Cleveland   | 82   | 82   | 36.9 | .542 | .367 | .731 | 8.6 | 9.1  | 1.4 | 0.9 | 27.5 |
| 2018–19  | L.A. Lakers | 55   | 55   | 35.2 | .510 | .339 | .665 | 8.5 | 8.3  | 1.3 | 0.6 | 27.4 |
| 2019–20  | L.A. Lakers | 67   | 67   | 34.6 | .493 | .348 | .693 | 7.8 | 10.2 | 1.2 | 0.5 | 25.3 |
| 2020–21  | L.A. Lakers | 45   | 45   | 33.4 | .513 | .365 | .698 | 7.7 | 7.8  | 1.1 | 0.6 | 25.0 |
| 2021–22  | L.A. Lakers | 56   | 56   | 37.2 | .524 | .359 | .756 | 8.2 | 6.2  | 1.3 | 1.1 | 30.3 |
| 2022–23  | L.A. Lakers | 55   | 54   | 35.5 | .500 | .321 | .768 | 8.3 | 6.8  | 0.9 | 0.6 | 28.9 |
| 2023–24  | L.A. Lakers | 71   | 71   | 35.3 | .540 | .410 | .750 | 7.3 | 8.3  | 1.3 | 0.5 | 25.7 |
| 2024–25  | L.A. Lakers | 70   | 70   | 34.9 | .513 | .376 | .782 | 7.8 | 8.2  | 1.0 | 0.6 | 24.4 |
| Gesamt   | Gesamt      | 1562 | 1560 | 37.8 | .506 | .349 | .737 | 7.5 | 7.4  | 1.5 | 0.7 | 27.0 |
| All-Star | All-Star    | 20   | 20   | 26.8 | .513 | .297 | .725 | 5.7 | 5.7  | 1.1 | 0.4 | 21.7 |

### Play-offs
| Saison  | Team        | GP  | GS  | MPG  | FG % | 3P % | FT % | RPG  | APG | SPG | BPG | PPG  |
| ------- | ----------- | --- | --- | ---- | ---- | ---- | ---- | ---- | --- | --- | --- | ---- |
| 2005–06 | Cleveland   | 13  | 13  | 46.5 | .476 | .333 | .737 | 8.1  | 5.8 | 1.4 | 0.7 | 30.8 |
| 2006–07 | Cleveland   | 20  | 20  | 44.7 | .416 | .280 | .755 | 8.1  | 8.0 | 1.7 | 0.5 | 25.1 |
| 2007–08 | Cleveland   | 13  | 13  | 42.5 | .411 | .257 | .731 | 7.8  | 7.6 | 1.8 | 1.3 | 28.2 |
| 2008–09 | Cleveland   | 14  | 14  | 41.4 | .510 | .333 | .749 | 9.1  | 7.3 | 1.6 | 0.9 | 35.3 |
| 2009–10 | Cleveland   | 11  | 11  | 41.8 | .502 | .400 | .733 | 9.3  | 7.6 | 1.7 | 1.8 | 29.1 |
| 2010–11 | Miami       | 21  | 21  | 43.9 | .466 | .353 | .763 | 8.4  | 5.9 | 1.7 | 1.2 | 23.7 |
| 2011–12 | Miami       | 23  | 23  | 42.7 | .500 | .259 | .739 | 9.7  | 5.6 | 1.9 | 0.7 | 30.3 |
| 2012–13 | Miami       | 23  | 23  | 41.7 | .491 | .375 | .777 | 8.4  | 6.6 | 1.8 | 0.8 | 25.9 |
| 2013–14 | Miami       | 20  | 20  | 38.2 | .565 | .407 | .806 | 7.1  | 4.8 | 1.8 | 0.6 | 27.4 |
| 2014–15 | Cleveland   | 20  | 20  | 42.2 | .417 | .227 | .731 | 11.3 | 8.5 | 1.7 | 1.1 | 30.1 |
| 2015–16 | Cleveland   | 21  | 21  | 39.1 | .525 | .340 | .661 | 9.5  | 7.6 | 2.3 | 1.3 | 26.3 |
| 2016–17 | Cleveland   | 18  | 18  | 41.3 | .565 | .411 | .698 | 9.1  | 7.8 | 1.9 | 1.3 | 32.8 |
| 2017–18 | Cleveland   | 22  | 22  | 41.9 | .539 | .342 | .746 | 9.1  | 9.0 | 1.4 | 1.0 | 34.0 |
| 2019–20 | L.A. Lakers | 21  | 21  | 36.3 | .560 | .370 | .720 | 10.8 | 8.8 | 1.2 | 0.3 | 27.6 |
| 2020–21 | L.A. Lakers | 6   | 6   | 37.3 | .474 | .375 | .609 | 7.2  | 8.0 | 1.5 | 0.9 | 23.3 |
| 2022–23 | L.A. Lakers | 16  | 16  | 38.7 | .498 | .264 | .761 | 9.9  | 6.5 | 1.1 | 1.1 | 24.5 |
| 2023–24 | L.A. Lakers | 5   | 5   | 40.8 | .566 | .385 | .739 | 6.8  | 8.8 | 2.4 | 1.0 | 27.8 |
| 2024–25 | L.A. Lakers | 5   | 5   | 40.8 | .489 | .357 | .775 | 9.0  | 5.6 | 2.0 | 1.8 | 25.4 |
| Gesamt  | Gesamt      | 292 | 292 | 41.3 | .496 | .333 | .741 | 9.0  | 7.2 | 1.7 | 1.0 | 28.4 |